# Santa Ana (Misiones)
Pour les articles homonymes, voir Santa Ana.
Santa Ana est une ville et une municipalité d'Argentine ainsi que le chef-lieu du département de Candelaria de la province de Misiones.
À environ deux kilomètres de la ville se trouvent les ruines jésuites de Santa Ana, qui ont été ajoutées à la liste du Patrimoine mondial de l'UNESCO en 1984.

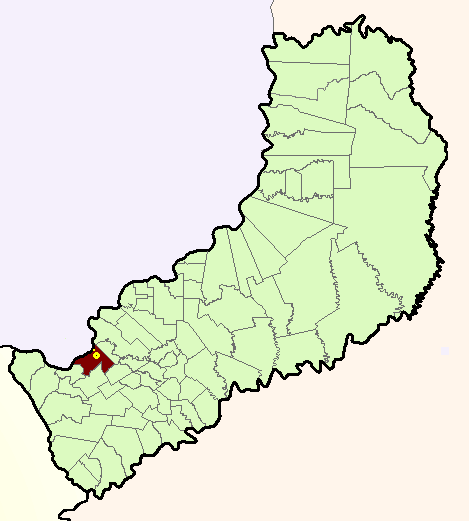
La municipalité de Santa Ana, province de Misiones. Le plus grand point représente la ville de Santa Ana et le plus petit.

## Population
La ville comptait 5 092 habitants en 2001.